# Claude de la Baume
Claude de la Baume (Franca Contea, 1534 – Arbois, 14 giugno 1584) è stato un cardinale e arcivescovo cattolico francese.

## Biografia
Nato nel 1534 nella Franca Contea, al tempo territorio del Sacro Romano Impero, era secondo figlio di Claude de La Baume, barone di Mont-Saint-Sorlin e della sua seconda moglie Guillemette d'Igny; inoltre, era nipote del cardinale Pierre de la Baume.
Avviato fin dalla più tenera età alla carriera ecclesiastica, studiò all'Università di Dole. Fu nominato abate di Cherlieu e di Saint-Claude; fu anche priore di due ricchi priorati.
Divenne arcivescovo di Besançon il 27 giugno 1543 con dispensa super defectus ætatis, in seguito alle dimissioni dello zio dal governo della sede arcivescovile; papa Paolo III lo confermò come amministratore fino a che non avesse compiuto i canonici 27 anni di età. Il 2 luglio 1544 il canonico François Bonnalot, abate di Luxeuil e tesoriere dell'arcidiocesi, ebbe la facoltà di amministrare l'arcidiocesi durante la minore età dell'arcivescovo. Il capitolo della cattedrale, non ascoltando gli inviti del papa, elesse il canonico Bonnalot come arcivescovo; il 13 agosto successivo il papa nominò un oeconomum per la sede.
Fu ordinato sacerdote il 10 agosto 1566 e nei mesi successivi si recò a Roma, con Antoine Lullo, suo vicario generale, per una visita ad limina.
Il 4 giugno 1570 fu consacrato arcivescovo a Roma nella cappella Sistina dal cardinale Ottone di Waldburg, vescovo di Augusta, assistito da Antonio Elio, patriarca titolare di Gerusalemme e da Galeazzo Gegald, già vescovo di Bagnoregio.
Nel 1571 a Besançon promulgò con grande solennità i decreti del Concilio di Trento. Si oppose con grande zelo all'avanzamento dell'eresia calvinista nella sua arcidiocesi; nel 1575 con il magistrato civile della città, respinse un assalto delle forze calviniste e riuscì a mantenere la contea della Borgogna fuori dal loro controllo.
Proprio come ringraziamento per lo zelo profuso nella lotta contro l'eresia calvinista, fu creato cardinale-presbitero nel concistoro del 21 febbraio 1578 da papa Gregorio XIII. Il 24 agosto 1580 ricevette il titolo di Santa Pudenziana; il berretto cardinalizio gli fu inviato, perché, come aveva spiegato il papa nel concistoro, la sua assenza dalla sede arcivescovile sarebbe stata un magnum inferre detrimentum.
Nominato segretario di memoriali, consigliere per gli affari ecclesiastici e viceré di Napoli dal re Filippo II di Spagna, morì il 14 giugno 1584 ad Arbois, proprio mentre si preparava d partire per prendere possesso della carica. Fu sepolto in una tomba a fianco dello zio cardinale nella chiesa di Saint-Just ad Arbois.

## Genealogia episcopale
La genealogia episcopale è:
- Cardinale Otto Truchseß von Waldburg
- Cardinale Claude de la Baume